# Pierre Fédida
Pour les articles homonymes, voir Fedida.
Pierre Fédida, né le 30 octobre 1934 à Lyon et mort le 1er novembre 2002 à Paris, est un universitaire, psychanalyste et essayiste français. 

## Biographie
Pierre Fédida était issu d'un milieu modeste. Son père, juif séfarade d'origine algérienne, exerçait le métier de menuisier et sa mère, catholique lyonnaise, était ourdisseuse de vêtements sacerdotaux. Il fait ses études universitaires à Lyon et devient agrégé de philosophie.
Il fait une carrière universitaire, devenant maître assistant en 1967, puis professeur à l'université Paris VII en 1979, où il a dirigé notamment les thèses de Maud Mannoni, Patrick Guyomard et Monique David-Ménard. Il fait une analyse avec Georges Favez, et devient psychanalyste, membre de l'Association psychanalytique de France dont il a été président.
Pierre Fédida s'est formé à la phénoménologie et a développé une psychanalyse influencée par celle-ci. Il travaille pendant plusieurs années à un dialogue serré avec l'historien de l'art Georges Didi-Huberman.

## Activités éditoriales
Il a codirigé la collection Forum Diderot aux Puf, où il édite de 1995 à 2002 les interventions des participants des colloques organisés à l’université Paris 7 - Denis Diderot par le Centre d’études du vivant, qu'il dirigeait, et l’Association Diderot, que préside le philosophe Dominique Lecourt.
Il meurt à Paris le 1er novembre 2002 et est inhumé le 8 novembre au cimetière du Montparnasse (14e division).

## Publications
- Dictionnaire abrégé, comparatif et critique des notions principales de la psychanalyse, Paris, Larousse, 1974. 255 p. Collection « Les Dictionnaires de l'homme du XXe siècle »
- Le Concept et la violence, Paris, Union générale d'éditions, 1977
- Corps du vide et espace de séance, Paris, J.-P. Delarge, 1977
- Jean Guyotat (dir.) et Pierre Fedida (dir.), Jacques-Michel Robert (dir.), Génétique clinique et psychopathologie : hérédité psychique et hérédité biologique, (Congrès de génétique clinique et psychopathologie, Paris, 4 et 5 décembre 1981), Villeurbanne, SIMEP, 1982
- (codir.) Événement et psychopathologie, avec Jean Guyotat, 1985
- (codir.) Actualités transgénérationnelles en psychopathologie, avec Jean Guyotat,1985, Paris : Université Paris 7, Centre Censier : GREUPP, 1986
- (codir.) Mémoires, transferts, avec Jean Guyotat, Paris, Université Paris 7, Centre Censier, GREUPP, 1986
- (codir.) Généalogie et transmission, avec Jean Guyotat, Paris, Université Paris 7, Centre Censier, GREUPP, 1986
- (dir.) Communication et représentation, présentation de Pierre Fédida et Daniel Widlöcher, Paris, Puf, 1986,  (ISBN 2130393063)
- L'Absence, Paris, Gallimard, 1978, coll. « Connaissance de l'inconscient ».  (ISBN 2070315398)
- Crise et contre-transfert, Paris, Puf, 1992.
- « L'addiction d'absence. L'attente de personne » in Clinique des toxicomanes, éd. Érès, 1995
- Le site de l'étranger : la situation psychanalytique, Paris, Puf, 1995
- Par où commence le corps humain : retour sur la régression, Paris, Puf, 2000
- « Le canular de la neuropsychanalyse », article paru dans La Recherche, hors série no 3, avril 2000.
- Des bienfaits de la dépression : éloge de la psychothérapie, Paris, Odile Jacob, 2001. 259 p.
- Psychiatrie et existence, textes réunis par Pierre Fédida et Jacques Schotte, Éditions  Jerôme Millon, Collection Krisis, 1991,  (ISBN 2905614498)